# 邵有道
邵有道（1466年—？），字虞臣，江西南康府都昌縣人，民籍，明朝政治人物。

## 生平
弘治二年（1489年）己酉科江西鄉試第四十七名舉人。弘治九年（1496年）中式丙辰科會試第二百四十一名，三甲第二十一名進士。歷官海寧知縣、青州府通判、汀州府知府。

## 家族
曾祖邵思本；祖父邵元博；父邵庠，母詹氏。具庆下。兄邵遵道（知縣）。